# リンツ・ブルックナー管弦楽団
リンツ・ブルックナー管弦楽団（ドイツ語：Bruckner Orchester Linz, 英語：Bruckner Orchestra Linz）は、オーストリアのオーケストラである。

## 概要
オーストリアの主要なオーケストラの一つであり、リンツを本拠地とする。リンツがあるオーバーエスターライヒ州リンツランド地区には、アントン・ブルックナーの生誕地であるアンスフェルデンがあり、同市の楽団と最も密に関わったブルックナーにちなんで名付けられた。
以前の名称はリンツ州立歌劇場管弦楽団だったが(1803年創立)、ナチス時代にリンツ・ブルックナー管弦楽団として改編され、ゲオルク・ルートヴィヒ・ヨッフム（オイゲン・ヨッフムの弟）が指揮者を務めた。戦後は再びリンツ歌劇場の楽団に戻ったが、クルト・ヴェスが首席指揮者だった1968年に現在の名称となった。クルト・アイヒホルン指揮によるブルックナーの交響曲の録音が数多くあり、交響曲第9番第4楽章を補筆完成した版を使用するなどの企画で話題を呼んだ。
ブルックナー没後100年の命日（1996年10月11日）には、東京芸術劇場において、交響曲第9番とテ・デウムを演奏した。

## 歴代首席指揮者
歴代の首席指揮者は次のとおり。
- クルト・ヴェス （1961年 - 1976年）
- テオドール・グシュルバウアー （1976年 - 1983年）
- ローマン・ツァイリンガー （1983年 - 1985年）
- マンフレッド・マイヤーホーファー （1985年 - 1992年）
- マルティン・ジークハルト （1992年 - 2000年）
- デニス・ラッセル・デイヴィス （2002年 - 2017年）
- マルクス・ポシュナー（英語版）（2017年 - ）[3]
- クリストフ・コンツ（英語版） (2027年- ) 次期首席指揮者[4]